# حارة العصلة (زنجبار)

تعديل مصدري - تعديل

العصلة هي إحدى حارات حي فرحان بمدينة زنجبار التابعة لمحافظة أبين، بلغ تعداد سكانها 2485 نسمة حسب تعداد اليمن لعام 2004.